# Eduardo Freitas
Eduardo Freitas (Cascais, 27 de outubro de 1961) é um oficial português de desportos motorizados e director de prova.
Freitas foi o director da prova da FIA Gran Turismo, do Campeonato Europeu de Carros de Turismo, da Série Europeia de Le Mans, da Série Asiática de Le Mans e do Campeonato Mundial de Endurance de 2002 a 2022.
Nesta função, Freitas supervisionou a logística de carros esportivos, carros de turismo e fins de semana de corridas de resistência, garantindo que carros, pistas e pilotos estivessem em conformidade com os regulamentos da FIA antes, durante e depois de uma corrida.
Em 2022, substituiu o antigo director de corridas Michael Masi, como director de corridas de Fórmula 1 ao lado de Niels Wittich.

## Biografia
Freitas nasceu em Portugal. Freitas descreveu a sua adolescência, paixão por motos, por volta de 1977, como "divertir-se nos fins-de-semana a reparar motores a dois tempos em pequenas motos". A partir daí um amigo convidou-o "a fazer o mesmo com um motor de dois tempos".

## Carreira

### Início de carreira
À semelhança do antigo director de corridas de Fórmula 1 Charlie Whiting, Freitas começou então a sua carreira de automobilista, quando um amigo o convidou para trabalhar como mecânico de karting durante o Campeonato Mundial de Karting no Estoril, 1979.
Os portugueses subiram então nas fileiras desde o marechal de pista até ao director da prova no karting.
Durante o seu trabalho como secretário de pista no circuito do Estoril em 2002, foi-lhe pedido que liderasse o Campeonato FIA GT e ETCC urante uma temporada, papel que manteve até ao final de 2009.
Depois disso, a FIA promoveu o Freitas ao campeonato mundial FIA GT1 e, em 2012, foi nomeado diretor de prova do WEC - World Endurance Championship.
No total, trabalhou nos desportos motorizados como mecânico, marechal de pista, secretário de pista, secretário do percurso, e director de corrida de um único carro, carro de turismo e provas de resistência durante mais de 40 anos, incluindo o cargo de director de corrida do FIA WEC, e a Le Mans 24 Hours Series, a ELMS - European Le Mans Series e a Asian Le Mans Series durante 20 anos.

### Fórmula Um
Na Fórmula 1 Freitas trabalhou ao lado de Michael Masi e do seu antecessor Charlie Whiting em conferências da FIA e reuniões de directores de prova no órgão dirigente. Durante o Grande Prêmio de Portugal de 2020, ele acompanhou Michael Masi como parte da equipe de direção de corrida para sua corrida em casa em Portimão, no Circuito Internacional do Algarve em Portimão.
Após o polêmico final do Grande Prêmio de Abu Dhabi de Fórmula 1 de 2021, uma petição foi iniciada pelos fãs da Fórmula 1 para nomear Freitas como novo diretor de corrida.
Em 17 de Fevereiro de 2022, a FIA anunciou que Masi foiafastado do seu papel de director racial, na sequência de uma análise da FIA aos eventos do Grande Prémio de Abu Dhabi de 2021 Freitas e Niels Wittich o substituíram, dividindo o papel de diretores de corrida, com Herbie Blash atuando como seu "Conselheiro Sênior Permanente".